# マイ・ベスト・フレンド
「マイ・ベスト・フレンド」（You're My Best Friend）は、イギリスのロック・バンド、クイーンが1975年に発表した楽曲。1975年のアルバム『オペラ座の夜』に収録され、翌年にはアルバムから2枚目のシングル（B面は『'39』）として、リリースされた。

## 概要
作詞作曲はジョン・ディーコンで、妻のヴェロニカ・テツラフに向けて書かれた。全英シングルチャートで最高位7位に入り、ビルボード誌では1976年7月31日に週間ランキング最高位の第16位を獲得。ビルボード誌1976年年間ランキングは第100位。
クイーンの楽曲において鍵盤楽器はフレディ・マーキュリーによって演奏されることが多いが、この曲で使用されているワーリッツァー社のエレクトリックピアノ（Wurlitzer electronic piano）はディーコンが演奏した。これは生のピアノの音にこだわったマーキュリーが演奏を拒否したため。ライブではマーキュリーがグランドピアノを演奏している。
映画『ショーン・オブ・ザ・デッド』『ピーターズ・フレンズ』やテレビアニメ『ザ・シンプソンズ』、テレビドラマ『マイネーム・イズ・アール』等の作品で劇中挿入歌として使用された。
日本では、2001年にNTT東日本の企業CMのコマーシャルソングに使用された。

## プロモーション・ビデオ
この楽曲のプロモーション・ビデオは、1976年4月にロンドンにあるエルストリー・スタジオで撮影された。監督はブルース・ゴワーズが務めた。
内容は、巨大なシャンデリアが天井から吊されたボールルームで1000を超える数のろうそくに囲まれながらクイーンが演奏しているというもの。ディーコンはレコーディングで使用したエレクトリックピアノではなくグランドピアノを弾いている。
現在このプロモーション・ビデオは、DVD『グレイテスト・ビデオ・ヒッツ1』や『ジュエルズ』などに収録されている。

## シングル収録曲
1. マイ・ベスト・フレンド - You're My Best Friend (Deacon)
2. '39 - '39 (May)

## 担当
- フレディ・マーキュリー – リード・ボーカル、コーラス
- ブライアン・メイ – ギター、コーラス
- ロジャー・テイラー – ドラム、コーラス
- ジョン・ディーコン – ウーリッツァーピアノ、ベースギター